# Mogobane
Mogobane är en ort (village) i distriktet South-East i södra Botswana. 